# Gerald Sprockel
Gerald Cornelis (Corry) Sprockel (Willemstad, 16 februari 1919 – Boca Raton, Florida, 29 januari 1999) was minister-president van het Nederlands-Antilliaanse interim-kabinet-Sprockel van 27 juni 1969 tot 12 december 1969.

## Levensloop
Sprockel was sedert 1937 in dienst als ambtenaar bij de Griffie van het Hof van Justitie van de Nederlandse Antillen in Willemstad. In 1941 behaalde hij het praktizijns diploma. Van 1951 tot 1955 was hij gedeputeerde en waarnemend gezaghebber van het Eilandgebied Curaçao voor de NVP (Nationale Volkspartij). Daarna is hij uit de actieve politiek gestapt. Vanaf 1960 was hij griffier van het Hof van Justitie. Van 27 juni 1969 tot 12 december 1969 was hij minister-president van het interim-kabinet Sprockel. Van 1970 tot 1982 was hij plaatsvervangend lid van het Hof van justitie.  
Zijn benoeming tot minister-president van het interim-kabinet gebeurde nadat de partijen die een nieuwe regering hadden gevormd hem als onpartijdige consensus-figuur hadden aangewezen. In de onrustige periode na de opstanden van 30 mei 1969 vonden de politieke partijen die deelnamen aan de formatie dat hij de beste leiderschapskwaliteiten had om een regering in een overgangsperiode te leiden.